# Legousia speculum-veneris
Legousia speculum-veneris é uma espécie de planta com flor pertencente à família Campanulaceae. 
A autoridade científica da espécie é (L.) Chaix, tendo sido publicada em Hist. Pl. Dauphiné (Villars) 1: 338. 1786.

## Portugal
Trata-se de uma espécie presente no território português, nomeadamente em Portugal Continental.
Em termos de naturalidade é possivelmente introduzida na região atrás indicada.

## Protecção
Não se encontra protegida por legislação portuguesa ou da Comunidade Europeia.